# 320. п. н. е.

## Догађаји
- Завршен Први рат дијадоха

## Смрти
- Пердика, македонски војсковођа и регент